# دار رابینسون
الدار رابینسون (انگلیسی: Dar Robinson؛ ۲۶ مارس ۱۹۴۷ – ۲۱ نوامبر ۱۹۸۶) یک هنرپیشه و بدلکار اهل ایالات متحده آمریکا بود. او ۱۹ رکورد در زمینهٔ بدلکاری را ارتقاء داد و ۲۱ رکورد جدید در این زمینه خلق کرد.
یکی از به یاد ماندنی‌ترین بدلکاری‌های او در فیلم پاپیون بود که به جای استیو مک کویین از روی یک صخرهٔ ۳۳ متری به داخل رودخانه پرید.

## گزیده فیلمشناسی
از فیلم‌ها یا برنامه‌های تلویزیونی که وی در آن نقش داشته‌است می‌توان به آثار زیر اشاره کرد.
- واگنت را رنگ کن (۱۹۶۹)
- داک سویج: مردی از برنز (۱۹۷۵)
- فرودگاه ۷۷ (۱۹۷۷)
- شاهین‌های شب (۱۹۸۱)
- دانشکده پلیس (۱۹۸۴)
- برای زندگی و مرگ (۱۹۸۵)
- چرخند (فیلم ۱۹۸۷) (۱۹۸۷)